# 鍾賡言
鐘賡言（？—？），字子揚，浙江省海寧人，日本東京帝國大學畢業，曾任北京法制局參事。北京朝陽大學於民國十二年（1923年）以“朝陽大學法律科講義”為名出版其編寫的《行政法學總論》，是中國第一本行政法教科書。同時出版《憲法講義》以及《經濟原論》，都以朝陽大學法律講義的方式出版。被譽為中國行政法學開山始祖。